# Elattoneura glauca
Elattoneura glauca е вид водно конче от семейство Protoneuridae. Видът не е застрашен от изчезване.

## Разпространение
Разпространен е в Ангола, Ботсвана, Демократична република Конго, Екваториална Гвинея, Етиопия, Замбия, Зимбабве, Кения, Лесото, Малави, Мозамбик, Намибия, Свазиленд, Сомалия, Танзания, Уганда и Южна Африка.